# Saab Phoenix

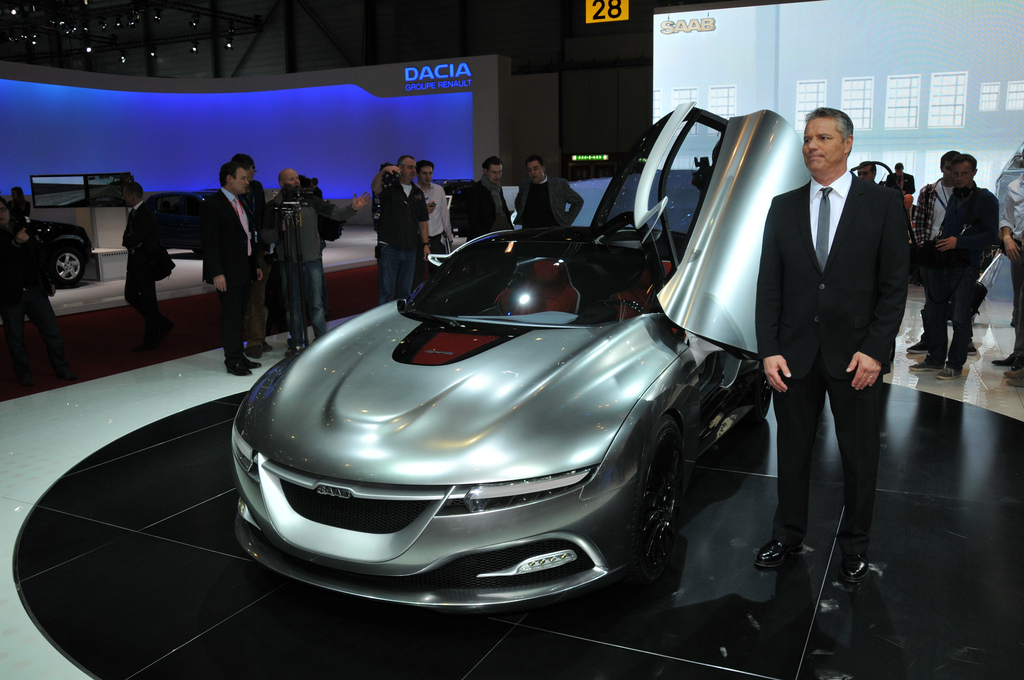
Saab PhoeniX i Genève 2011.

Saab PhoeniX är en konceptbil från den svenska biltillverkaren Saab och presenterades på den Internationella bilsalongen i Genève den 1 mars 2011. Bilen är en stilstudie och visar upp Saabs framtida designspråk. Saab PhoeniX är designad av Jason Castriota. En prototyp av Saab 9-3 Phoenix presenterades i maj 2011.
Drivlinan består av en fyrcylindrig BMW-motor som driver framhjulen. Den kombineras med en elmotor som driver bakhjulen vid behov och gör bilen fyrhjulsdriven.
Saab Phoenix kan även avse plattformen som var under produktion men inte hann göras klar innan Saabs konkurs. Rättigheterna till den kontrollerades fram till Saabs konkurs 2011 av kinesiska Youngman efter att de gått in med kapital i Spyker. Efter att konkursboet köptes av kinesiskägda NEVS 2012, kontrolleras rättigheterna av dem och plattformen har vidareutvecklats för att fungera som värd för företagets framtida fordon.

## Tekniska data[2]
| Tekniska data         | Saab PhoeniX                                                                              |
| --------------------- | ----------------------------------------------------------------------------------------- |
| Förbränningsmotor:    | Frontmonterad tvärställd fyrcylindrig radmotor med turbo                                  |
| Cylindervolym:        | 1598 cm³                                                                                  |
| Borrning x slaglängd: | 77,0 x 85,8 mm                                                                            |
| Max effekt:           | 200 hk vid 6000 v/min                                                                     |
| Max vridmoment:       | 250 Nm vid 2000 - 5000 v/min                                                              |
| Ventilstyrning:       | Dubbla överliggande kamaxlar per cylinderrad, 4 ventiler per cylinder                     |
| Bränslesystem:        | Direktinsprutning                                                                         |
| Elmotor:              | 25 kW motor placerad mellan bakhjulen, 1,1 kWh litiumjonbatteripaket under bagageutrymmet |
| Drivning:             | Framhjulsdrift med elmotorn på bakhjulen inkopplingsbar vid behov                         |
| Växellåda:            | 6-växlad manuell                                                                          |
| Hjulbas:              | 2555 mm                                                                                   |
| L x B x H:            | 4416 x 1868 x 1328 mm                                                                     |
| Bränsleförbrukning:   | 5,0 l/100 km                                                                              |
| Koldioxidutsläpp:     | 119 g/km                                                                                  |